# Brighter Daze
Albums par Murs & 9th Wonder
The Final Adventure
(2012)
Albums par Murs
Have a Nice Life
(2015) Captain California
(2017)
Albums par 9th Wonder
Indie 500
(2015)
Brighter Daze est le sixième album collaboratif de Murs et 9th Wonder, sorti le 13 novembre 2012.

## Liste des titres
| No  | Titre                                                                   | Durée |
| --- | ----------------------------------------------------------------------- | ----- |
| 1.  | The Battle                                                              | 2:08  |
| 2.  | God Black/Black God                                                     | 3:06  |
| 3.  | How to Rob with Rob                                                     | 2:26  |
| 4.  | Lover Murs                                                              | 2:40  |
| 5.  | Get Naked (featuring Problem)                                           | 3:53  |
| 6.  | The Shutters (featuring Reuben Vincent et Bad Lucc)                     | 3:13  |
| 7.  | Wait... Back It Up                                                      | 3:05  |
| 8.  | If This Should End                                                      | 3:26  |
| 9.  | Walk Like a God (featuring Rapsody et Propaganda)                       | 4:04  |
| 10. | Otha Fish                                                               | 3:11  |
| 11. | No Shots (featuring Mac Miller, Vinny Radio, Franchise et Choo Jackson) | 5:37  |
| 12. | Murs SuperStar                                                          | 3:08  |